# Haniyasu
Haniyasu (ハニヤス?) è un kami della mitologia giapponese. Nel Kojiki, appare come una coppia di kami, Haniyasu-biko (ハニヤスビコ?) e Haniyasu-hime (ハニヤスヒメ?), mentre nel Nihon shoki appare con i nomi alternativi di Haniyasuhime (ハニヤマヒメ?) e Haniyasunokami (ハニヤスノカミ?). Oltre a essere venerata come la dea della terra, del suolo, dei fertilizzanti e dell'agricoltura, è anche venerata come la dea della ceramica, la dea della soppressione del fuoco, la divinità protettrice dell'ingegneria civile e dei lavori di giardinaggio e la dea dei servizi igienici.

## Descrizione
Secondo il Kojiki e il Nihon shoki, quando Izanami-no-Mikoto diede alla luce il dio Kagutsuchi, subì ustioni ai genitali e fu costretta a letto. Il suo vomito diede origine agli dei Kanayamahiko, il dio delle miniere, le sue feci diedero origine agli dei Hariyasu, il dio della terra, e la sua urina diede origine agli dei Mizuhanome, il dio dell'acqua. Poco dopo, Izanami-no-Mikoto morì. Il Kojiki e il Nihon shoki raccontano solo la storia della nascita di Haniyasu, ma non descrivono cosa gli accadde in seguito.
A differenza del Kojiki e del Nihon shoki, l'Engishiki include un aneddoto in cui Izanami diede alla luce Haniyasu come divinità che placa il fuoco per proteggere il popolo dai danni causati dal dio del fuoco infuriato. Per questo motivo, Haniyasu è anche venerato come una "divinità che placa il fuoco" ed è una divinità importante nei santuari antincendio come il Santuario di Atago e il Santuario di Akiha. Questa divinità viene spesso venerata  durante un'offerta cerimoniale, il jichinsai, che si tiene prima dell'inizio dei lavori di costruzione.

## Etimologia
Secondo il Wamyō ruijushō la parola "hani" (埴?) contenuta nel nome del dio significa la "terra gialla e fine è chiamata hani", quindi "hani" si riferisce all'argilla usata per realizzare la ceramica, Haniyasu significa quindi "impastare la terra finché non diventa morbida".